# Psalms of Extinction
Psalms of Extinction è il quinto album del gruppo musicale industrial metal svedese Pain, pubblicato nel 2007 per l'etichetta Roadrunner Records.
Il disco vede la partecipazione di alcuni musicisti extra, come Mikkey Dee (Motörhead, ex-Don Dokken, King Diamond), batterista per la canzone "Zombie Slam", Alexi Laiho (Children of Bodom), chitarrista per la canzone "Just Think Again", e Peter Iwers (In Flames), bassista in due canzoni.
"Zombie Slam" è stata inoltre la prima canzone dell'album a ricevere un videoclip.

## Tracce
1. Save Your Prayers – 3:43
2. Nailed To The Ground – 4:11
3. Zombie Slam – 3:32
4. Psalms of Extinction – 4:09
5. Clouds Of Ecstasy – 3:16
6. Play Dead – 4:03
7. Does It Really Matter – 4:06
8. Computer God – 3:25
9. Just Think Again – 6:15
10. Walking On Glass – 3:51
11. Bottle's Nest – 3:36
12. Bitch – 3:47

## Formazione
- Peter Tägtgren - voce, chitarra, basso, batteria, tastiere
- Peter Iwers - basso (tracce "Save Your Prayers" e "Nailed To The Ground")
- Mikkey Dee - batteria (traccia "Zombie Slam")
- Alexi Laiho - chitarra (traccia "Just Think Again")